# AA Anapolina
Az Associação Atlética Anapolina, röviden Anapolina, labdarúgócsapatát 1948-ban a brazíliai Anápolis városában alapították.. A Goiano állami bajnokságban szerepel.

## Története
Az együttest 1948. január 1-én hozták létre a helyi Anápolis Sport Club anyagi csődjét követően.
Első mérkőzésüket a Ferroviário de Araguari ellen játszották és 3-2-es győzelemmel vonultak le a pályáról.
1951. június 10-én került sor a legelső (azóta rangadóvá vált) Anápolis elleni mérkőzésre, melyet az Anapolina csapata Julio és Zeca Puglisi góljaival 2-1 arányban abszolvált.
A csapat 1963. augusztus 31-én felvette a professzionális státuszt és 1965. április 10-én a São Paulo vendégszereplésével felavatták a Jonas Duarte stadiont. A mérkőzést 4-1 arányban nyerte a vendég együttes.
1970-ben Anápolis mindhárom csapata (Anapolina, Anápolis és az Ipiranga de Goiás) súlyos pénzügyi válságon ment keresztül, így a csapatok fuzionáltak és Grêmio Esportivo Anapolino néven szerepeltek egészen 1972-ig, ugyanis a szurkolók nem fogadták lelkesedéssel a városi bajnokság megkurtítását.
Az Anápolis és az Ipiranga visszatért saját nevükhöz, de az Anapolina csak 1975-ben tudott újra alakulni.
1978-ban először szerepeltek az első osztályban, és első mérkőzésükön a Corinthians elleni 0-0, nagy reményeket keltett, de a csoportjuk utolsó helyén végeztek a bajnokság végeztével. Ennek ellenére a következő szezonban is az élvonal tagjai maradtak, az erőviszonyok viszont továbbra is igazolták, hogy a csapat még nem érett meg a Série A-s tagságra.

## Játékoskeret
2015-től
| # |     | Poszt | Név             |
| - | --- | ----- | --------------- |
|   | BRA | K     | Rafael Merlotto |
|   | BRA | K     | Thiago          |
|   | BRA | V     | Cris            |
|   | BRA | V     | Glauco          |
|   | BRA | V     | Jacó            |
|   | BRA | V     | Neto Pierin     |
|   | BRA | V     | Da Silva        |
|   | BRA | V     | Johnathan       |
|   | BRA | V     | Marcelo         |
|   | BRA | V     | Marquinhos      |
|   | BRA | V     | Rodrigo Crasso  |
|   | BRA | KP    | André           |
|   | BRA | KP    | Feitoza         |
|   | BRA | KP    | Felipe Baiano   |

| # |     | Poszt | Név              |
| - | --- | ----- | ---------------- |
|   | BRA | KP    | Leandro          |
|   | BRA | KP    | Renato           |
|   | BRA | KP    | Rodriguinho      |
|   | BRA | KP    | Diniz            |
|   | BRA | KP    | Felipe Brisola   |
|   | BRA | KP    | Lucas            |
|   | BRA | KP    | Miguel           |
|   | BRA | KP    | Thiago Floriano  |
|   | BRA | KP    | William          |
|   | BRA | CS    | Isaias Balotelli |
|   | BRA | CS    | Sandrinho        |
|   | BRA | CS    | Tiaguinho        |
|   | BRA | CS    | Viola            |
|   | BRA | CS    | William Sarôa    |